# Fjällskäfte

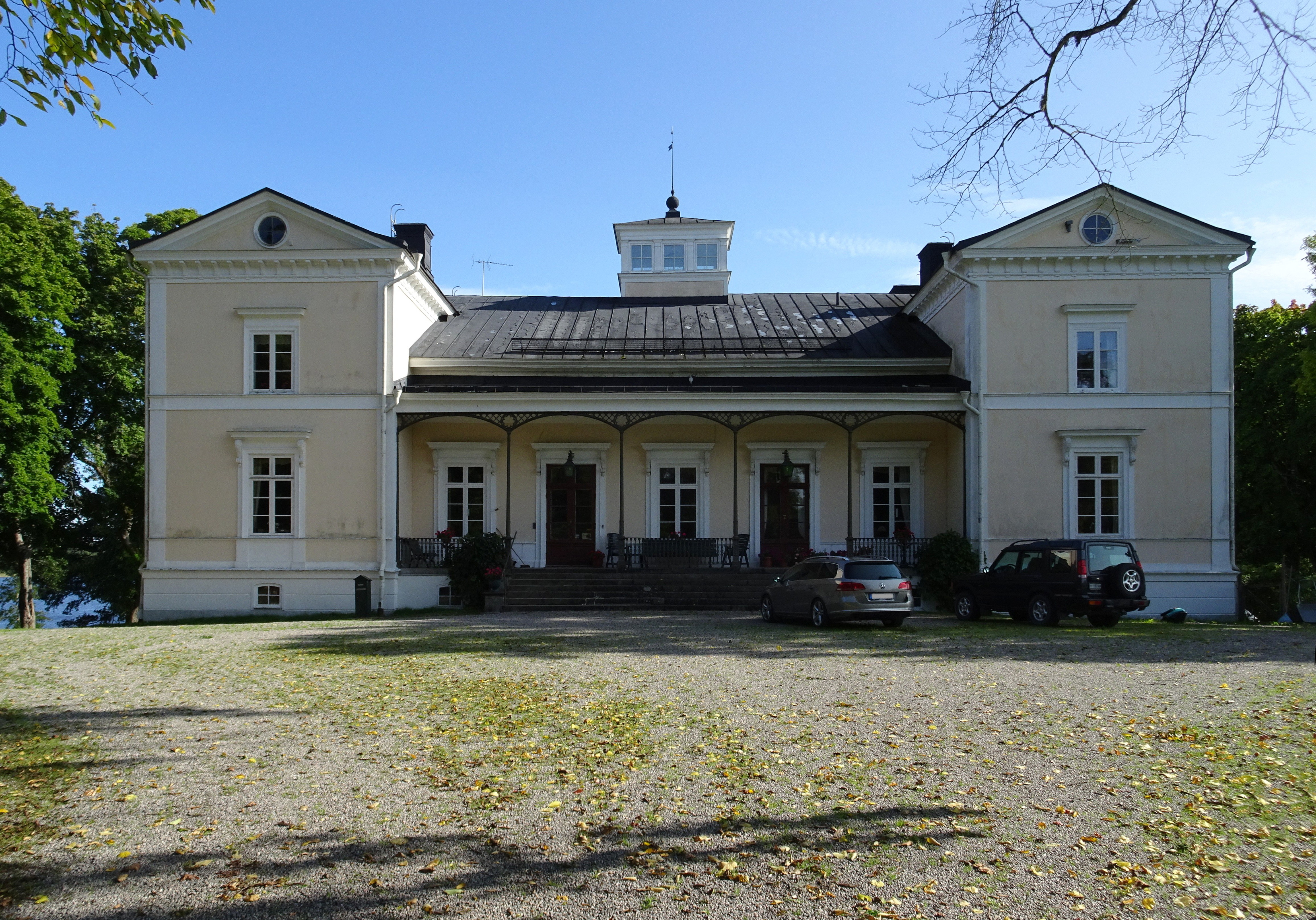
Hauptgebäude Fjällskäfte, 2020

Fjällskäfte ist eine Ortschaft in der Gemeinde Katrineholm der schwedischen Provinz Södermanlands län und der historischen Provinz (landskap) Södermanland. 

## Geschichte
Fjällskäfte wurde erstmals 1399 erwähnt und blieb die nächsten zweihundert Jahre im Besitz der Familie Kagg – unter anderem Feldmarschall Lars Kagg (1595–1661). Im Jahr 1680 ging das Gut in Besitz der Krone unter Karl XI. über, um 1782 in den Besitz des Freiherrn Gustaf Celsing überzugehen. Später fiel Fjällskäfte der Familie Ihre als Fideikommiss zu. Der Gutshof umfasste in den 1920er-Jahren 4290 Hektar, wovon 650 Hektar als Ackerland genutzt wurden. Das im Jahre 1868 vom Architekten Johan Fredrik Åbom nach den Plänen eines Badehauses am See Gålsjön im Empirestil fertiggestellte Hauptgebäude wird von einem Garten mit Park umgeben.
Vor 2010 besaß Fjällskäfte des Status eines Småort mit zuletzt (2005) 56 Einwohnern auf einer Fläche von 8 Hektar; danach sank die Einwohnerzahl unter 50.